# Beuditz (Großkugel)

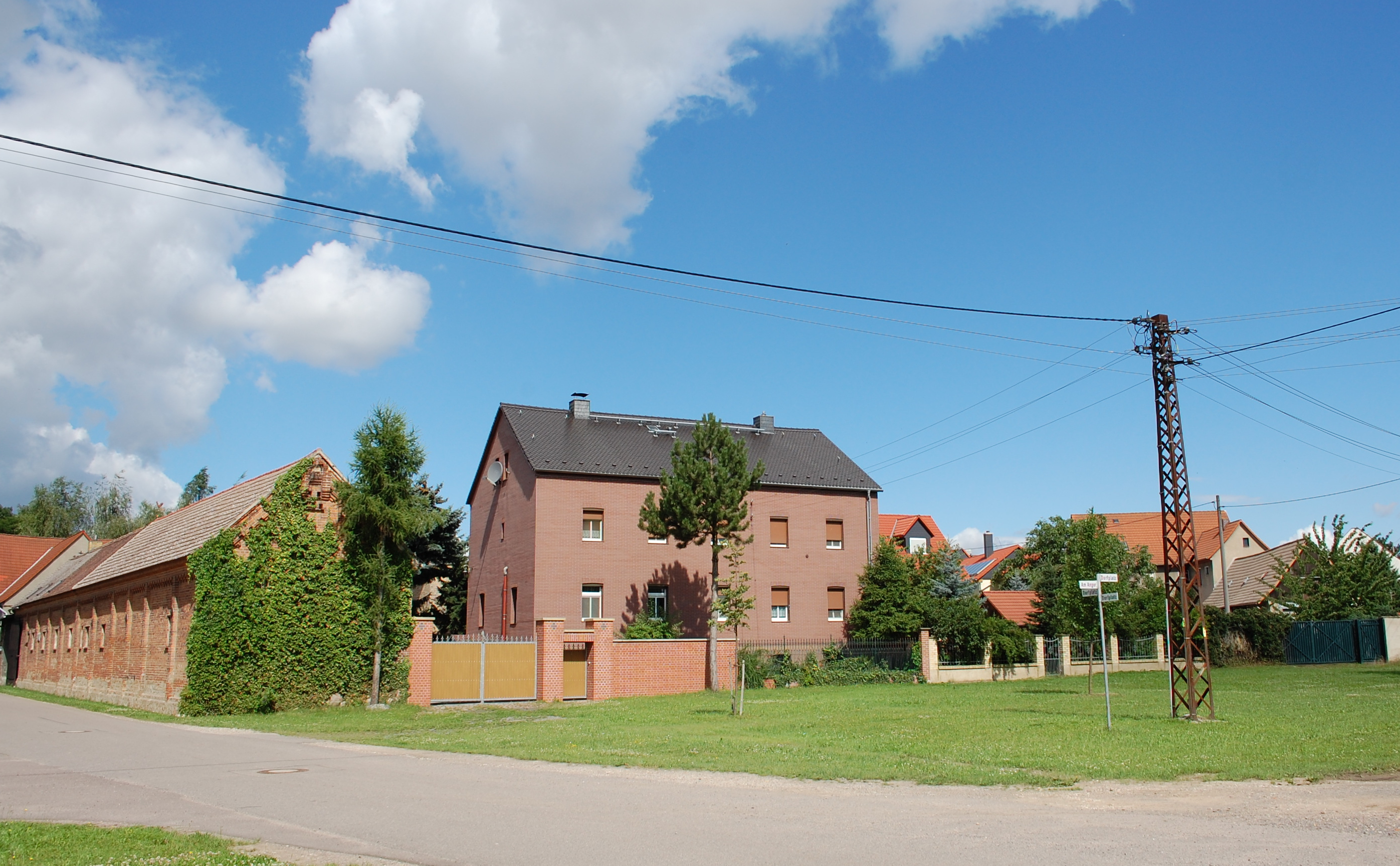
Häuser in Beuditz

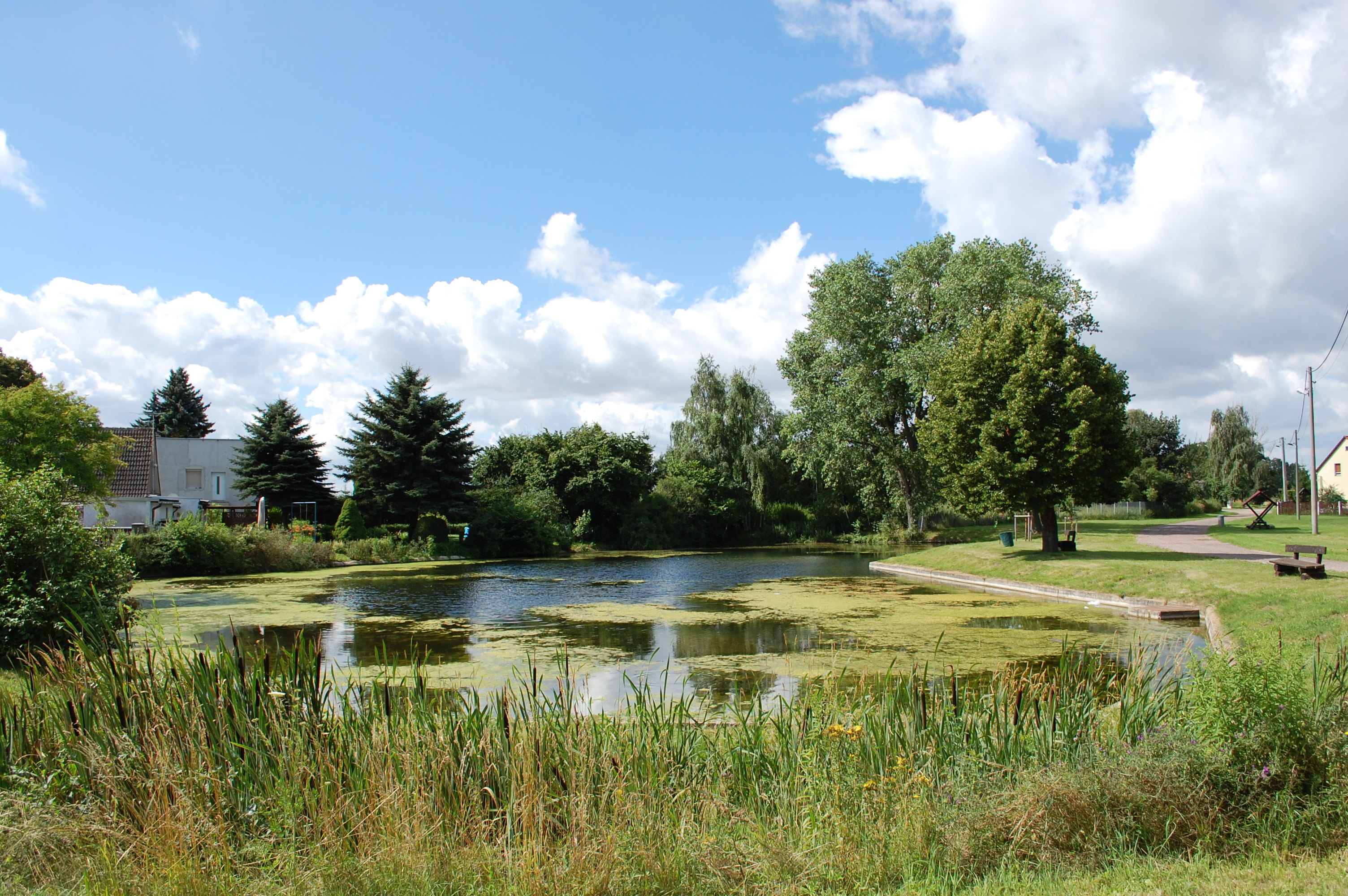
Teich

Beuditz ist ein zum Ortsteil Großkugel der Gemeinde Kabelsketal im Saalekreis gehörendes Dorf in Sachsen-Anhalt in Deutschland.

## Geographische Lage
Beuditz befindet sich etwas östlich von Großkugel. Von Ost nach West fließt der Kabelskebach südlich der Ortslage entlang.

## Geschichte
Beuditz gehörte bis 1815 zum hochstiftlich-merseburgischen Amt Schkeuditz, das seit 1561 unter kursächsischer Hoheit stand und zwischen 1657 und 1738 zum Sekundogenitur-Fürstentum Sachsen-Merseburg gehörte. Durch die Beschlüsse des Wiener Kongresses kam der Ort mit dem Westteil des Amts Schkeuditz im Jahr 1815 zu Preußen und wurde 1816 dem Kreis Merseburg im Regierungsbezirk Merseburg der Provinz Sachsen zugeteilt, zu dem er bis 1952 gehörte. Mit der zweiten Gebietsreform in der DDR kam Beuditz im Jahr 1952 zum Saalkreis im Bezirk Halle.
Am 1. Januar 1957 erfolgte die Eingemeindung von Beuditz nach Großkugel. Seit dem 1. Januar 2004 gehört Beuditz gemeinsam mit Großkugel zur Gemeinde Kabelsketal.

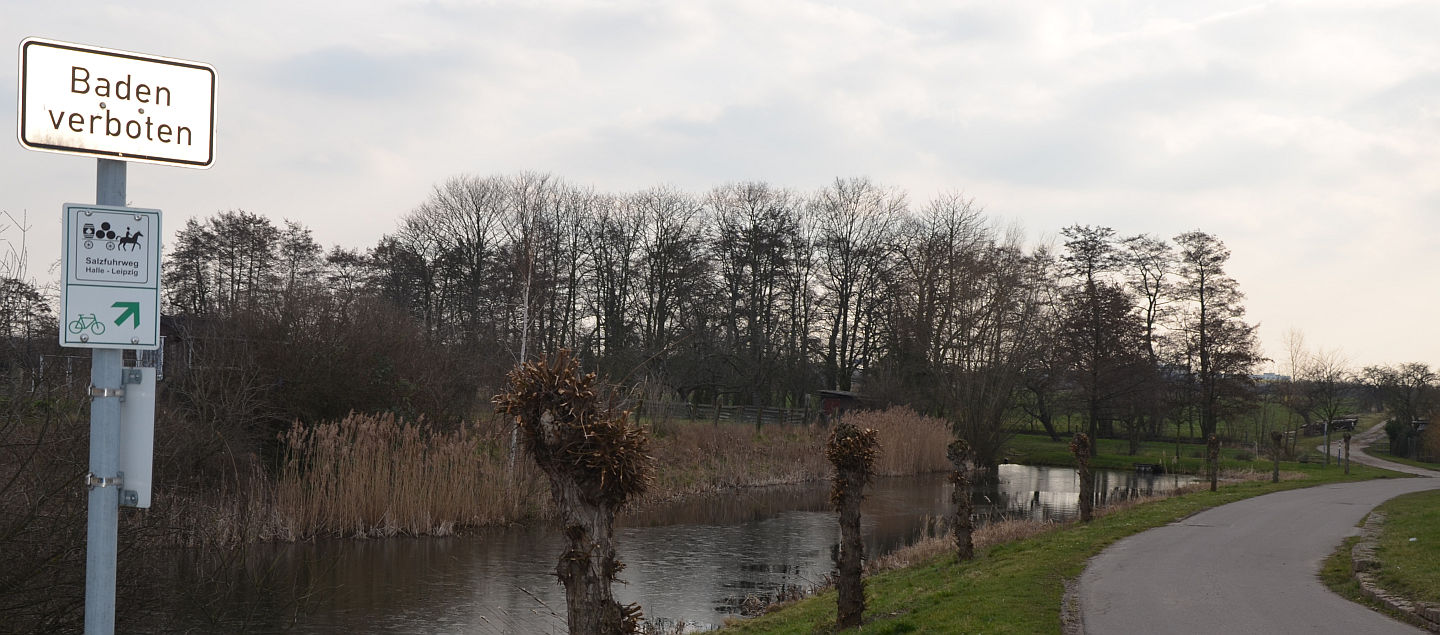
Salzfuhrweg

Durch Beuditz führte die Salzstraße Halle-Leipzig. Der Radweg, der dieser (unter Umgehung des Flughafens) weitgehend folgt, wurde Salzfuhrweg getauft.

## Verkehr
Nordöstlich des Dorfes liegt das Schkeuditzer Kreuz, dem Schnittpunkt der Bundesautobahn 9 mit der Bundesautobahn 14. Südlich des Orts verläuft die Bundesstraße 6. Durch Beuditz führt die Kreisstraße 2146. Eisenbahnstrecken verlaufen sowohl auf der Nord- als auch auf der Südseite des Dorfes.

## Gedenkstätten
Im örtlichen Denkmalverzeichnis ist das Kriegerdenkmal Beuditz eingetragen.